# Zoysia forbesiana
Zoysia forbesiana är en gräsart som beskrevs av Hamilton Paul Traub. Zoysia forbesiana ingår i släktet Zoysia och familjen gräs. Inga underarter finns listade i Catalogue of Life.